# Желтушка геос
Желтушка аврора или желтушка геос (лат. Colias heos) — дневная бабочка рода Colias из подсемейства желтушки семейства белянки. В старой литературе этот вид приводился ранее как Colias aurora (Esper, 1781).

## Описание
Длина переднего крыла 25—32 мм. Окраска крыльев самца на верхней стороне красновато-оранжевая с затемненными жилками и с узкой тёмно-окрашенной (серой или черноватой) каймой, которая расширяется к вершине передних крыльев. Жилки, проходящие по этой кайме, иногда имеют напыление жёлтыми чешуйками. На поперечной жилке идущей по передним крыльям находится чёрное овальное пятно, порой имеющее светлое ядрышко. В основания задних крыльев расположено отличное от основного фона крыльев (более светлое или более тёмное) овальное андрокониальное пятно. Задние крылья на верхней стороне иногда могут быть более темноокрашенными, чем передние. На них всегда имеется более светлое, чем общий фон, округленное пятно.
Основной фон верхней стороны крыльев самок сверху является оранжевым, либо грязно-белым, всегда сильно затемнен тёмными чешуйками, преимущественно у основания крыльев. Тёмная прикраевая кайма на крыльях очень широкая, с рядом светлых пятен. Пятно на передних крыльев чёрного цвета, на задних — светло-жёлтого или оранжеватого цвета.
Нижняя сторона крыльев самцов и самок сходны по окраске и рисунку: задние крылья — желтоватого цвета, передние — желтоватые вдоль переднего и внешнего края у самцов и у вершины крыла у самок. Преобладающая часть нижней стороны передних крыльев у самцов оранжеватая, у самок — оранжеватая или грязно-белая. Пятно на поперечной жилке передних крыльев у обоих полов чёрного цвета с перламутровой серединой, на задних — перламутровое, с узким коричневым ободком.
Описано несколько цветовых форм у самцов и самок.

## Ареал
Локально встречается на территории от Верхнего Приобья, через Южную Сибирь от Алтая до Приамурья, Приморья. Обитает также в Северной Монголии, Северо-восточном Китае и на севере Кореи.

## Подвиды
- C. h. heos
- C. h. alpina Verity, 1911
- C. h. semenovi Shtandel, 1960
- C. h. thia Bang-Haas, 1934
- C. h. vespera O. Bang-Haas, 1929 "

## Биология
Время лёта с середины июня до середины июля. Встречается на лугах разных типов, луговых степях, полях. Гусеницы обычно живут поодиночке. Кормовые растения гусениц: различные бобовые (Astragalus, Vicia, Glycine и др.). Куколки подпоясанные на кормовых растениях или около их на крупностебельных травянистых растениях. На Дальнем Востоке были отмечены случаи зимовки.